# Serial Parallels
Pour plus de détails, voir Fiche technique et Distribution.
Serial Parallels est un film d'animation de court métrage germano-hongkongais réalisé par Max Hattler et sorti en 2020.

## Synopsis
Ces immenses immeubles d'habitation caractéristiques de Hong Kong sont réinterprétés comme des rangées parallèles de pellicules de film.

## Fiche technique
- Titre original : Serial Parallels
- Réalisation : Max Hattler
- Scénario : Max Hattler
- Décors :
- Costumes :
- Animation : Zhang Riwen et Iresa Cho
- Photographie : Iresa Cho, Zhang Riwen et Max Hattler
- Montage : Max Hattler
- Musique : David Kamp et Sky Kung
- Producteur : Max Hattler
- Sociétés de production : Relentless Melt
- Société de distribution :
- Pays d'origine :  Allemagne et  Hong Kong
- Langue originale : muet
- Format : couleur
- Genre : Animation
- Durée : 9 minutes
- Dates de sortie :
  - France : 15 juin 2020 (Annecy 2020)

## Distinctions
- 2020 : Prix du film Off-Limits au festival international du film d'animation d'Annecy